# 香川県道214号多度津停車場道隆寺線
香川県道214号多度津停車場道隆寺線（かがわけんどう214ごう たどつていしゃじょうどうりゅうじせん）は、香川県仲多度郡多度津町を通る一般県道である。

## 概要

### 路線データ
- 起点：香川県仲多度郡多度津町栄町3丁目（JR四国土讃線 多度津駅、香川県道213号多度津停車場線起点）
- 終点：香川県仲多度郡多度津町栄町2丁目（香川県道216号山階多度津線終点）

## 地理

### 通過する自治体
- 仲多度郡多度津町

### 交差する道路
| 交差する道路                | 交差する場所 | 交差する場所 |
| --------------------------- | ------------ | ------------ |
| 香川県道213号多度津停車場線 | 栄町3丁目    | 起点         |
| 香川県道216号山階多度津線   | 栄町2丁目    | 終点         |

### 沿線
- JR四国土讃線 多度津駅
- 香川県立多度津高等学校